# Trattato di Belgrado
Il trattato di Belgrado  fu sottoscritto a Belgrado il 18 settembre 1739 tra i rappresentanti dell'Impero ottomano e quelli della monarchia asburgica. 

## Il trattato
Il trattato fu la conseguenza diretta della battaglia di Grocka del 22 luglio 1739, nella quale l'esercito austriaco guidato dal feldmaresciallo George Olivier Wallis, fu sconfitto dalle truppe ottomane al comando di Ahmet Pascià. Esso pose fine di fatto alla guerra austro-turca 1737-1739 nella quale l'Austria si era affiancata all'alleato Impero russo, già in guerra contro l'Impero ottomano dal 1735. Con questo trattato l'Austria perse tutte le conquiste territoriali ottenute con la pace di Passarowitz del 1718: dovette cedere agli Ottomani il Regno di Serbia asburgico (inclusa Belgrado), la parte meridionale del Banato di Temeswar e la Bosnia settentrionale. In aggiunta a questi territori gli Asburgo furono costretti a cedere alla Valacchia (stato vassallo degli Ottomani) la regione dell'Oltenia. In base a questo accordo la frontiera austro-turca fu fissata grossomodo sulla linea formata dai fiumi Sava e Danubio. Delle precedenti conquiste, ottenute grazie all'azione di Eugenio di Savoia, rimase all'Austria solo parte del Banato.

## Conseguenze
La firma del trattato di Belgrado consentì agli Ottomani di liberare ingenti forze per la guerra contro la Russia che, impressionata per la sconfitta dell'Austria, si affrettò anch'essa a concludere con i turchi a Niš (3 ottobre 1739) la pace.

## Galleria d'immagini

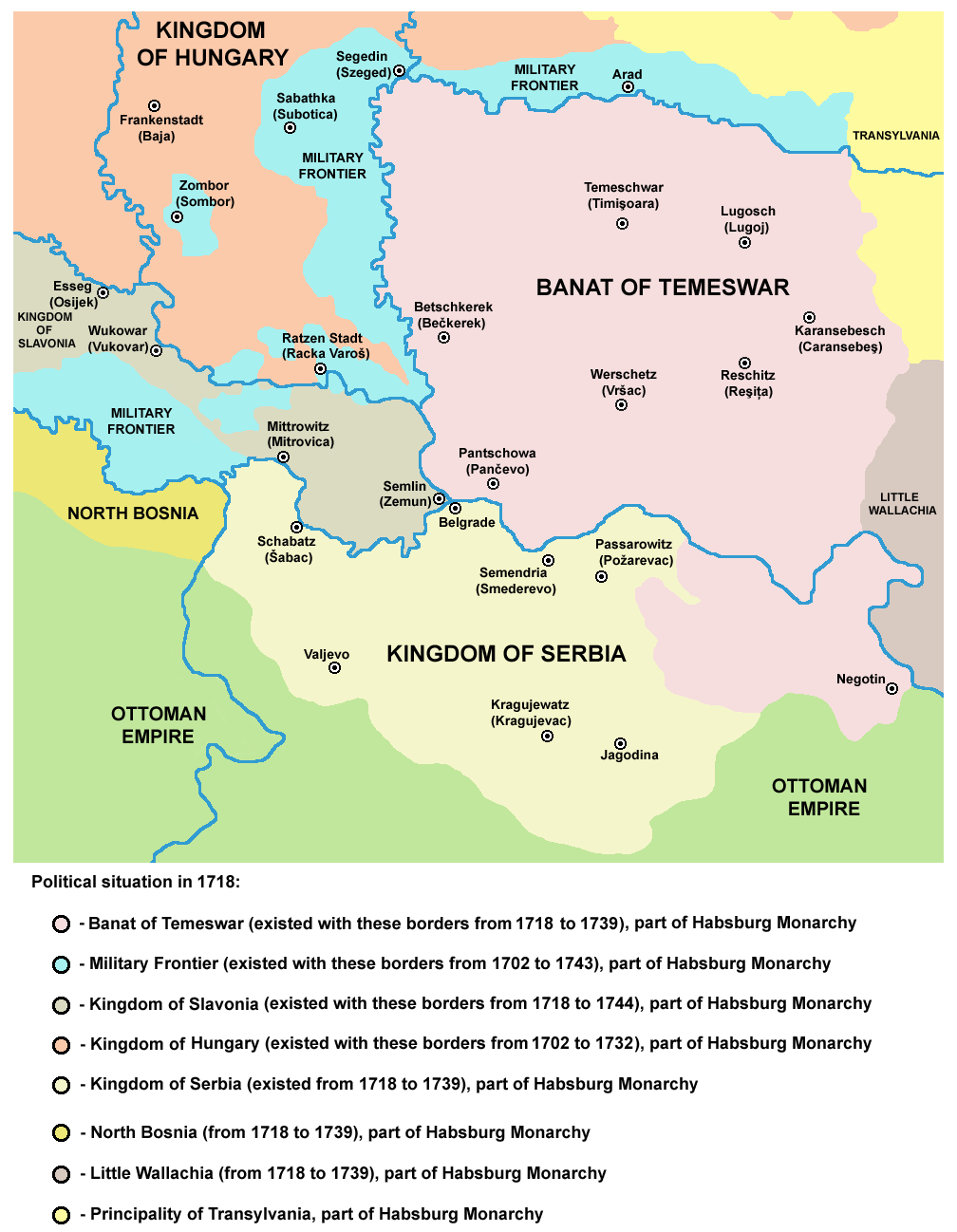
Situazione politica nella regione danubiana prima della guerra austro-turca del 1737-1739.
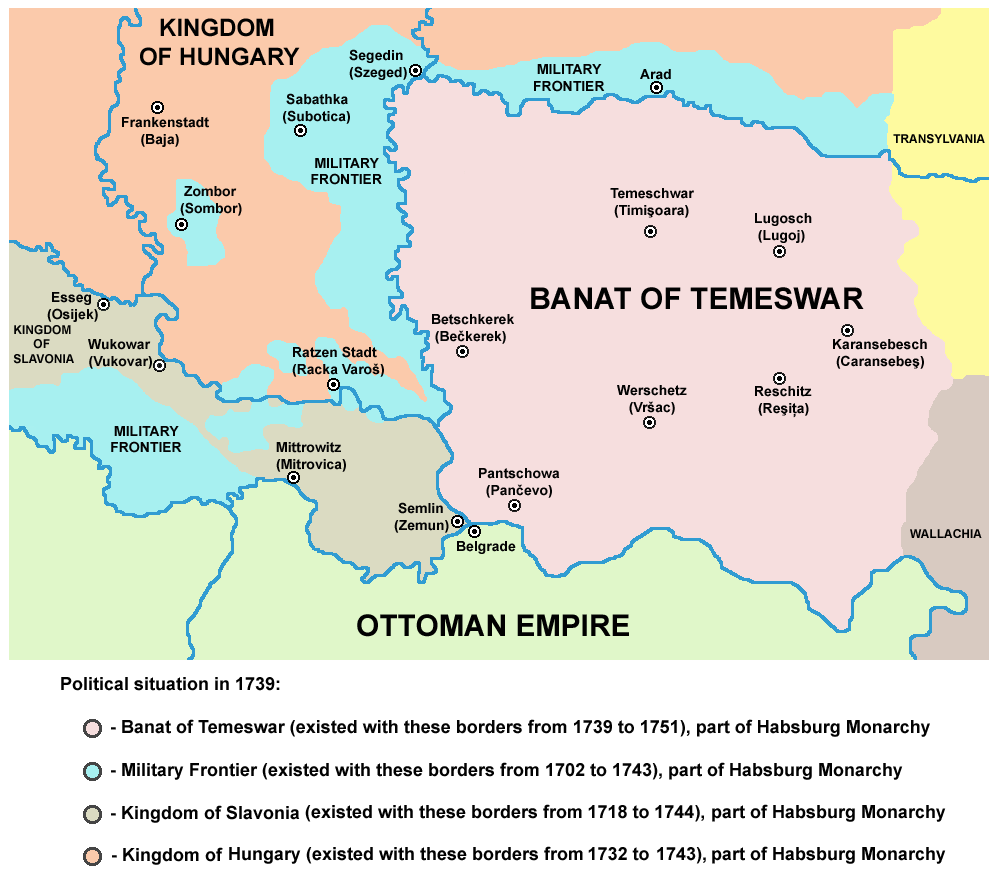
Situazione politica nella regione danubiana dopo la firma del trattato di Belgrado.